# Plates-formes pétrolières (Iran c. États-Unis)

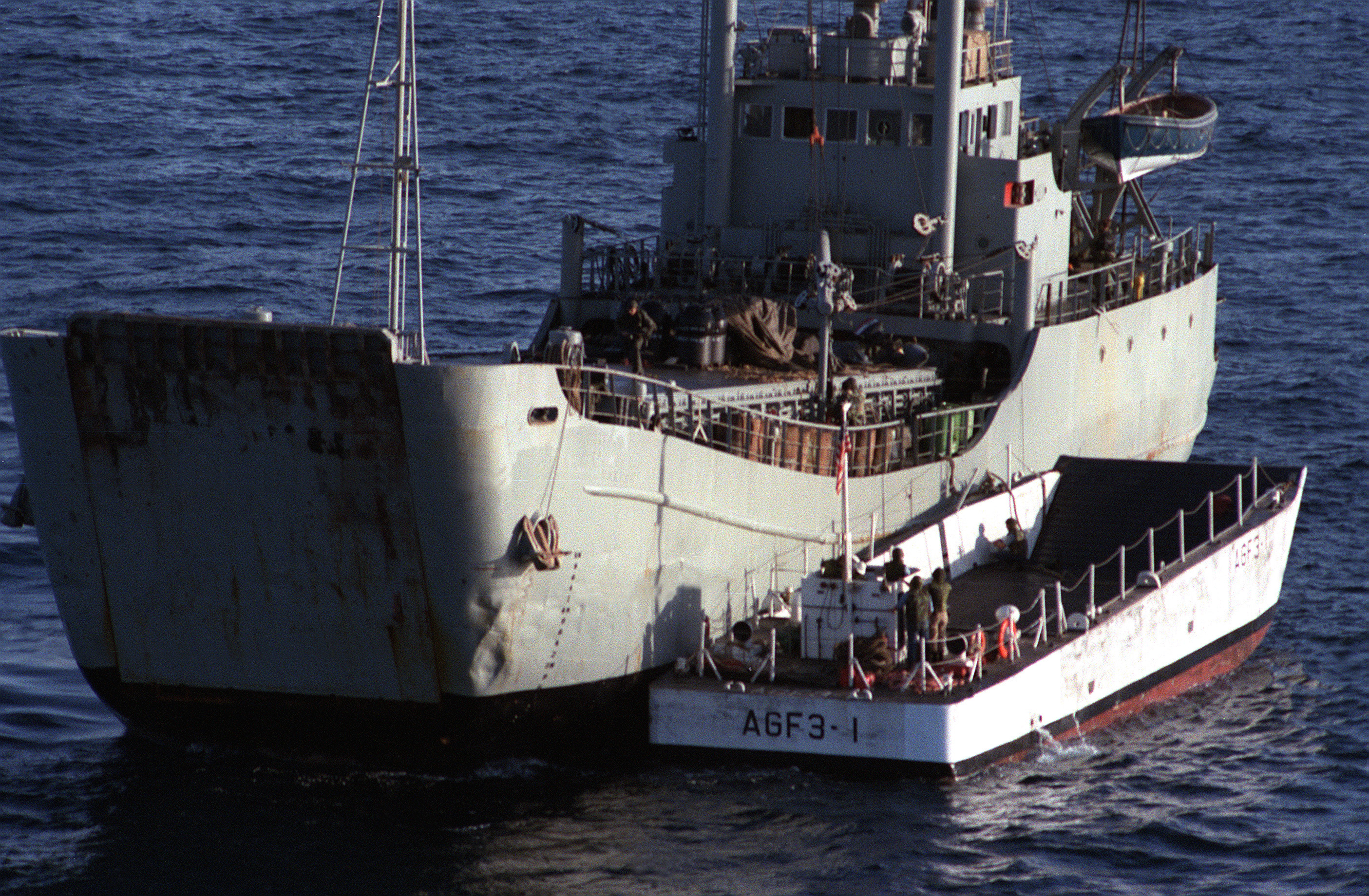
Le mouilleur de mines Iran Ajr, capturé par la marine américaine pendant la guerre Iran-Irak.

L'affaire Plates-formes pétrolières (Iran c. États-Unis) est une affaire de droit international public jugée le 6 novembre 2003 par la Cour internationale de justice (CIJ) opposant l'Iran aux États-Unis. Elle concerne le bombardement de plates-formes pétrolières iraniennes par la marine américaine le 19 octobre 1987 et le 18 avril 1988 lors de la guerre Iran-Irak. En 2003, les deux États sont déboutés, la CIJ examinant l'affaire sous l'angle de la liberté de commerce garantie par un traité bilatéral de 1955.

## Contexte
Le bombardement des trois plates-formes pétrolières iraniennes en 1986 et 1987 s’inscrit dans le contexte plus général de la « guerre des pétroliers » à laquelle se livrent l’Iran et l’Irak, dans le cadre d’un conflit armé international qui les oppose de 1980 à 1988. À partir de 1982 , l’Iraq mène des opérations militaires pour affaiblir l’Iran, dont les exportations de pétrole sont indispensables pour soutenir l’effort de guerre. Ces opérations rendent plus périlleux et coûteux le commerce pétrolier iranien par voie maritime. En 1984, l’Iran lance à son tour des attaques contre les pétroliers avec des actions dirigées contre les navires commerçants dans le golfe persique. Face à ces attaques, le Koweït qui a apporté son soutien à L’Irak obtient une protection pour ses navires de commerce. Certains pétroliers koweïtiens sont placés sous pavillon des États-Unis et sont donc assurés d’une escorte militaire américaine dans le Golfe persique. Cette opération de protection américaine est connue sous le nom d’opération « Earnest Will » ou volonté résolue.

## Faits

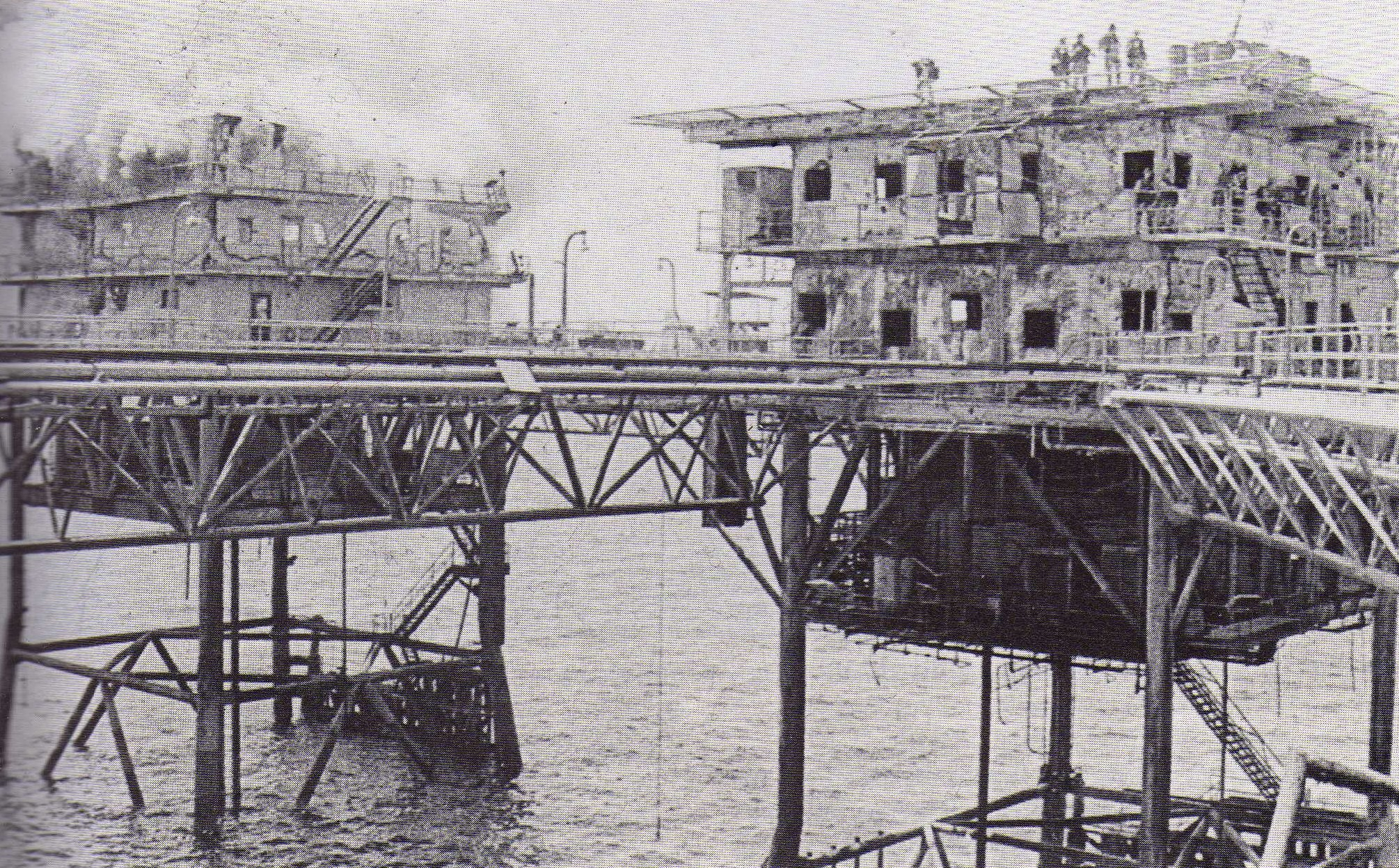
US Marines occupant la plate-forme iranienne de Sassan.

Le 16 octobre 1987, le pétrolier koweïtien Sea Isle City, réimmatriculé aux États-Unis est touché par un missile, dans les eaux territoriales koweitiennes, près du terminal pétrolier de Mina Al Ahmadi dans le port de Koweït. Cette attaque est attribuée par les États-Unis à l’Iran. Le 19 octobre 1987, ils attaquent les installations de production de pétrole offshore appartenant à la National Iranian Oil Company de Rashadat (« Rostam ») et de Resalat («Rakhsh »). Les plates-formes R-7 et R-4 du complexe de Rashadat sont détruites dans l’attaque.
Le 14 avril 1988, le navire de guerre américain USS Samuel B. Roberts heurte une mine dans les eaux internationales à proximité de Bahreïn alors qu’il est de retour d’une mission d’escorte. La frégate est endommagée. À partir du 18 avril 1988, la marine de guerre américaine entreprend l’opération « Praying Mantis » ou « mante religieuse » lors de laquelle elle attaque et détruit simultanément les complexes de Nasr (« Sirri ») et de Salman (« Sassan »).

## Prétentions

### Prétentions de l'Iran
Dans la requête introductive déposée auprès de la Cour internationale de justice le 2 novembre 1992, l'Iran affirme que ces attaques constituent une violation du traité d'amitié, de relations économiques et de droits consulaires entre l'Iran et les États-Unis de 1955 et notamment du paragraphe 1 de l’article X qui dispose qu’il « y aura liberté de commerce et de navigation entre les territoires des deux Hautes Parties contractantes. ». Dans sa requête, l'Iran prie la Cour de reconnaître que l’attitude « manifestement hostile et menaçante » des États-Unis enfreint le paragraphe 1 de l’article X mais aussi l’article premier qui dispose « Il y aura une paix stable et durable et amitié sincère entre les États-Unis d’Amérique et l’Iran ». Enfin, l’Iran demande le versement de réparations par les États-Unis.

### Prétention des États-Unis
Les États-Unis soutiennent qu'il y a également eu violation du traité de 1955 et de la liberté de commerce par des attaques iraniennes contre des pétroliers menées dans le cadre de la guerre maritime entre l'Iran et l'Irak, invoquant l’article X du traité de 1955. Les États-Unis demandent une réparation intégrale du préjudice causé par l’Iran.

## Historique de la procédure[3]
L’Iran dépose sa requête introductive d’instance contre les États-Unis le 2 novembre 1992 au sujet d’un différend ayant pour origine la destruction des trois plates-formes pétrolières les 19 octobre 1987 et 18 avril 1988.
Les États-Unis déposent un contre-mémoire et soulèvent une exception préliminaire à la compétence de la Cour qui est rejetée par la Cour le 12 décembre 1996. Le contre-mémoire inclut également une demande reconventionnelle portant sur les opérations de mouillage de mines et d’autres attaques contre des navires américains. Cette demande est déclarée recevable par la Cour le 10 mars 1998.
Les audiences publiques se tiennent du 17 février au 7 mars 2003.
L’arrêt de la Cour Internationale de Justice est rendu le 6 novembre 2003.

## Conclusions de la Cour[3]

Carte du golfe Persique avec les emplacement des plates-formes Sarran et Sirri.

La CIJ considère d'abord que les circonstances requises par le traité pour mener une opération d'auto-défense n'étaient pas réunies, et déboute donc les États-Unis.
Elle considère ensuite, à l'égard de l'Iran, que les plates-formes pétrolières étaient en 1987 en travaux, et que, par conséquent, il n'y avait pas à cette époque de commerce en pétrole brut entre ces plates-formes et les États-Unis, et que donc cette attaque n'avait pas affecté la « liberté de commerce » entre les deux parties au traité. Concernant les attaques de 1988, elle considère de même que celles-ci n'ont pas affecté la liberté de commerce entre les deux États, puisque le président Reagan avait promulgué un ordre exécutif le 29 octobre 1987 proclamant l'embargo sur toute transaction pétrolière entre les deux États.
Enfin, la Cour considère qu'aucun des navires qui auraient été attaqués par l'Iran n'étaient engagés dans du commerce entre les deux pays. De façon générale, elle rejette l'affirmation des États-Unis selon lesquelles ces attaques dans le golfe Persique avaient menacé la liberté de navigation entre les deux États en menaçant de façon générale la sécurité du Golfe.

## L'arrêt[7]
Le 6 novembre 2003, la Court rend donc l’arrêt suivant :
La Cour,
1) Dit que les actions menées par les États-Unis d’Amérique contre les plates-formes pétrolières iraniennes le 19 octobre 1987 et le 18 avril 1988 ne sauraient être justifiées en tant que mesures nécessaires à la protection des intérêts vitaux des États-Unis d’Amérique sur le plan de la sécurité en vertu de l’alinéa d) du paragraphe 1 de l’article XX du traité d’amitié, de commerce et de droits consulaires de 1955 entre les États-Unis d’Amérique et l’Iran, tel qu’interprété à la lumière du droit international relatif à l’emploi de la force; dit en outre qu’elle ne saurait cependant accueillir la conclusion de la République islamique d’Iran selon laquelle ces actions constituent une violation par les États-Unis d’Amérique des obligations que leur impose le paragraphe 1 de l’article X dudit traité, relatives à la liberté de commerce entre les territoires des parties, et qu’en conséquence elle ne saurait davantage accueillir la demande en réparation présentée par la République islamique d’Iran.
2) Dit que la demande reconventionnelle des États-Unis d’Amérique concernant la violation par la République islamique d’Iran des obligations que lui impose le paragraphe 1 de l’article X du traité de 1955 susvisé, relatives à la liberté de commerce et de navigation entre les territoires des parties, ne saurait être accueillie; et qu’en conséquence elle ne saurait davantage accueillir la demande reconventionnelle en réparation présentée par les États-Unis d’Amérique.

## Le vote des juges
| Juges                                         | Paragraphes du dispositif | Paragraphes du dispositif |
| --------------------------------------------- | ------------------------- | ------------------------- |
|                                               | 1                         | 2                         |
| Jiuyong Shi - Président (Chine)               | Pour                      | Pour                      |
| Raymond Ranjeva - Vice-Président (Madagascar) | Pour                      | Pour                      |
| Gilbert Guillaume (France)                    | Pour                      | Pour                      |
| Abdul Gadire Koroma (Sierra Leone)            | Pour                      | Pour                      |
| V.S. Vereshchetin (Russie)                    | Pour                      | Pour                      |
| Rosalyn Higgins (Grande-Bretagne)             | Pour                      | Pour                      |
| Gonzalo Parra-Aranguren (Venezuela)           | Pour                      | Pour                      |
| Francisco Rezek (Brésil)                      | Pour                      | Pour                      |
| Thomas Buergenthal (États-Unis)               | Pour                      | Pour                      |
| Hisashi Owada (Japon)                         | Pour                      | Pour                      |
| Bruno Simma (Allemagne)                       | Pour                      | Contre                    |
| Peter Tomka (Slovaquie)                       | Pour                      | Pour                      |
| Nabil Elaraby (Égypte)                        | Contre                    | Pour                      |
| Aoun Al-Khasawneh (Jordanie)                  | Contre                    | Pour                      |
| François Rigaux (juge ad hoc)                 | Pour                      | Pour                      |

## Opinions dissidentes des juges[3]
Le Juge Al-Kasawneh est en désaccord avec la conclusion selon laquelle les États-Unis n’ont pas enfreint les obligations liées au paragraphe 1 de l’article X du traité de 1955. Selon lui, la Cour se base sur une distinction artificielle entre les notions de commerce protégé (direct) et de commerce non protégé (indirect) or, il estime que « l’arrêt est trop restrictif quant à la définition de liberté de commerce, qu’il faut entendre comme comprenant non seulement le commerce existant mais aussi le commerce potentiel».
Le juge Elaraby est en désaccord avec le premier paragraphe du dispositif. Il explique d’abord que la Cour a manqué une occasion de réaffirmer et préciser le droit relatif à l’emploi de la force. Il estime également que le refus de la Cour d’accueillir l’allégation de violation du paragraphe 1 de l’article X de l’Iran repose sur des postulats fragiles;
Le juge Simma considère que la Cour aurait dû accueillir la demande reconventionnelle des États-Unis. Selon lui, le fait que les actions iraniennes aient entravé la liberté de commerce et de navigation est attesté par la hausse des coûts de main-d’œuvre et des frais d'assurance. Il explique donc que ces actions ont constitué une violation de l’article X du traité de 1955.

## Source
- Press Release 2003/38, 6 November 2003, Oil Platforms, (Islamic Republic of Iran v. United States of America), Decision of the Court